# 親日文人42人名簿
親日文人42人名簿（しんにちふんしん42にんめいほ, 朝鮮語: 친일 문학인 42인 명단）は、2002年8月14日に民族文学作家会議、民族問題研究所、『実践文学』、国と文化を考える国会議員会、民族精気を立てる国会議員会が共同発表した文学分野における親日派とされる人物42人に関する名簿。

## 名簿（分野別）

### 詩
| - 金東煥 (23編) - 金尚鎔 (3編) - 金岸曙（金億） (6編) - 金鍾漢 (22編) - 金海剛 (3編) - 盧天命 (14編) | - 毛允淑 (12編) - 徐廷柱 (10編) - 李燦 (8編) - 林学洙 (8編) - 朱耀翰 (43編) - 崔南善 (7編) |

### 小説・随筆・戯曲
| - 金東仁 (9編) - 金素雲 (3編) - 朴英鎬 (10編) - 朴泰遠 (3編) - 宋影 (7編) - 兪鎮午 (8編) - 柳致真 (12編) - 李光洙 (103編) - 李無影 (6編) - 李瑞求 (4編) | - 李石薫 (19編) - 張赫宙 (8編) - 鄭飛石 (9編) - 鄭人澤 (13編) - 趙容萬 (8編) - 蔡萬植 (13編) - 崔貞熙 (14編) - 咸大勲 (11編) - 咸世徳 (6編) |

### 評論
| - 郭鍾元 (6編) - 金基鎮 (17編) - 金文輯 (3編) - 金龍済 (25編) - 朴英熙 (18編) - 白鉄 (14編) | - 李軒求 (4編) - 鄭寅燮 (11編) - 趙演鉉 (6編) - 崔載瑞 (26編) - 洪暁民 (5編) |

## 参考資料
- 김재용, 친일문학 작품목록 《실천문학》 (2002년 가을호)